# Гулин Назар Петрович
Гулин Назар Петрович (18 грудня 1970, Тернопіль, УРСР, СРСР — 24 лютого 2003, Львів, Україна) — український живописець і графік, член НСХУ (1995). Син П. А. Гулина і Н. Кирилової.

## Біографічні дані
Народився 18 грудня 1970 року у Тернополі в сім'ї художників.
У 1993 році закінчив Львівське училище прикладного мистецтва (викладачами були П. Гулин, Н. Кирилова, Д. Парута).
З 1993 по 2003 рік співпрацював із галереєю «Міро» (Прага–Берлін).
Учасник всеукраїнських та міжнародних виставок з 1991 року. Персональні відбувались — в Ужгороді (1986, 1992) та Києві (1993). Відбувалися також посмертні виставки, організовані батьком, у Льові та Луцьку.
Помер 24 лютого 2003 року у Львові.

## Творчість
Творче мислення художника розвивалось «від прямих через символьні до енергетично-сугестивних означень світопорядку». Базовий компонент у викладі внутр. почувань митця – експресія, закладена у складні й рухомі композиційні структури. Живописним і графічним творам властива висока дисципліна компонування, поєднана зі станами внутрішньої боротьби «ідеальних» площин із гротескними та химерними формами. Окремі роботи зберігаються в МЕХП, МСУМ.
Основні галузі — станковий і монументально-декоративний живопис, станкова графіка і плакат.

### Основні твори
За ЕСУ:
- цикли — «Латиноамериканські мотиви», «Акція» (обидва — 1992), «Осінній пейзаж» (1994), «Акти», «Пейзажі», «Метаморфози жінок», «Абстрактні композиції» (1990 — 2003).[1]